# Sid Tepper
Sid Tepper (New York, 25 juni 1918 – Miami Beach, 24 april 2015) was een Amerikaanse liedjesschrijver, die meestal met Roy C. Bennett samenwerkte. Samen schreven ze onder meer "Red Roses for a Blue Lady", Cliff Richards hit "The Young Ones" en ruim vijftig nummers voor Elvis Presley.
Na zijn diensttijd tijdens de Tweede Wereldoorlog kreeg Tepper een baan als liedjesschrijver bij muziekuitgeverij Mills Music in New York. Hier begon zijn samenwerking met songwriter Roy C. Bennett, een jeugdvriend. In de kwart eeuw daarna schreven de twee meer dan driehonderd liedjes. Hun eerste hit was "Red Roses for a Blue Lady", dat in 1949 een grote hit was voor Vaughn Monroe en Guy Lombardo. Later scoorde onder andere Bert Kaempfert met dit nummer. Het duo had daarna succes met liedjes voor bijvoorbeeld Frank Sinatra, Dean Martin en Rosemary Clooney. In de jaren zestig zongen The Beatles hun "Glad All Over" en scoorde Cliff Richard voor het eerst met "The Young Ones". Richard nam liefst 21 nummers van het duo op. Tepper en Bennett schreven dat decennium 56 nummers voor verschillende films van Elvis Presley, waaronder G.I. Blues. Na een hartaanval in het begin van de jaren zeventig, ging hij in Surfside wonen, waar hij het rustig aan deed. Wel bleef hij nog liedjes en poëzie schrijven.
Hij overleed in 2015 op 96-jarige leeftijd en werd begraven aan de Lakeside Memorial Park in Doral.
- Biblioteca Nacional de España: XX906773
- Bibliothèque nationale de France: cb14843584w (data)
- Gemeinsame Normdatei: 135177790
- International Standard Name Identifier: 0000 0001 1440 5381
- Library of Congress Control Number: no2001058554
- Nationale Bibliotheek van Letland: 000096893
- MusicBrainz: b403b2f9-0131-45af-a567-ac47b085c523
- Nationale Bibliotheek van Tsjechië: pag20241214442
- Trove: 1072838
- Virtual International Authority File: 38145971568432332444